# Ips acuminatus
Ips acuminatus, también conocido como barrenador del pino silvestre, es una especie de escarabajo del género Ips, tribu Ipini, familia Curculionidae. Fue descrita científicamente por Gyllenhal en 1827.
Se mantiene activa durante los meses de marzo, abril, mayo, junio, julio, agosto, septiembre y noviembre.

## Descripción
Mide 2,2-3,5 milímetros de longitud.

## Distribución
Se distribuye por Estonia, Austria, Italia, Países Bajos y Tailandia.